# ハイデラバード高等裁判所
ハイデラバード高等裁判所（英: Hyderabad high court）は、インド南部アーンドラ・プラデーシュ州のムーシー川の南岸に位置する高等裁判所。
ニザーム家の第10代ニザーム・ウスマーン・アリー・ハーンによって建設された裁判所は、美しい赤石と白石を用い、ムスリム様式を取り入れたハイデラバードでも有数の美しい建物である。ジャイプルの設計者シャンカル・ラールにより基本設計され、ハイデラバードの技術者がデザインを完成させた。建設は、1915年4月15日に始められ、1919年3月31日に完成した。
この建物の建設中工事中に、ゴールコンダ王国のヒーナ・マハル、ナディー・マハルという宮殿跡が発掘されている。
また、1937年にジュブリーホールで行われた銀冠式では、司法府よりウスマーン・アリー・ハーンに、100kgの銀でできた裁判所の精巧な模型と銀の鍵が贈られた。